# Замостя
Замо́стя (або Замістя, пол. Zamość) — місто в Люблінському воєводстві, Польща. Місто на правах повіту і адміністративний центр Замостського повіту. Населення — 66 тис. осіб. У 1992 році «Старе місто Замостя» було занесене до списку світової спадщини ЮНЕСКО. До 1944 року в місті існувала невелика українська громада.

## Положення
Місто лежить над річками Топірницею та Лабунькою на південному-заході історичної Холмщині.

## Історія
Місто було закладене 1580 року в Красноставському повіті Холмської землі Руського воєводства великим коронним гетьманом, коронним канцлером німецько-польського походження Яном Саріушем Замойським згідно з ренесансними засадами ідеального міста за проектом італійського архітектора Бернардо Морандо, який перебував у Львові. Міське право було надано 1580 року, 1589 року канцлер зробив його центром «Замойської ординації». 1580 року вперше згадується православна церква Вознесіння в місті на замку. 1595 року була відкрита Замойська академія, яка стала четвертою академією у Речі Посполитій. У Замойській академії навчалося чимало представників руської (української) еліти. Місто грало важливу роль як фортеця, осередок культури та господарства.

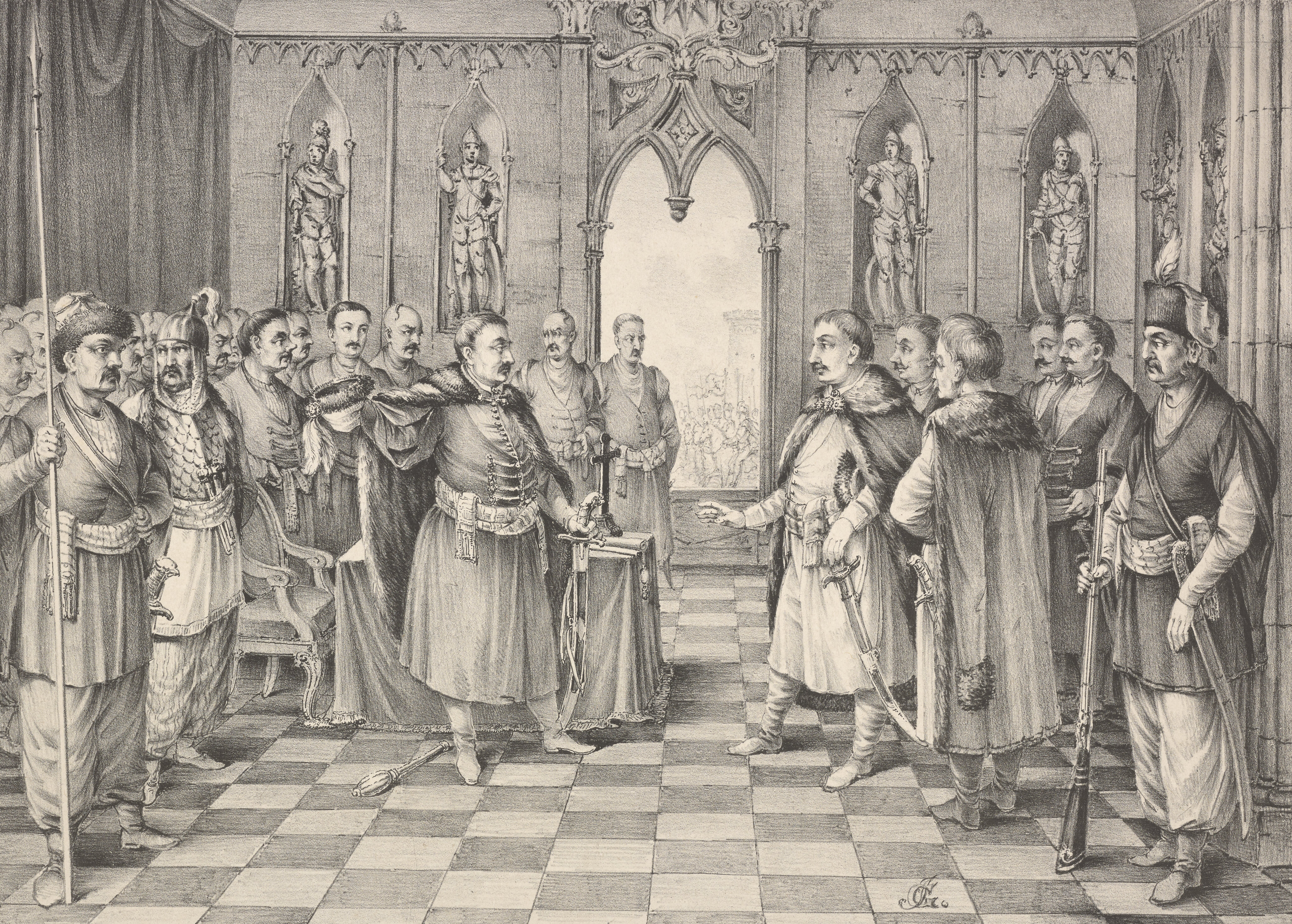
Перемовини посла Смяровського з гетьманом Богданом Хмельницьким під Замостем 1648 року, рисунок Юзеф Гіларій Ґловацький 1840 року

1648 року під час козацького повстання місто обложили козаки на чолі з гетьманом Богданом Хмельницьким. 20 (10) листопада 1648 року між гетьманом Богданом Хмельницьким і новим польським королем Яном II Казимиром укладено мирний договір та знято облогу. 1654 року Замостя облягала шведська армія. 1705 року місто захопило козацьке військо на чолі з гетьманом Іваном Мазепою. 1720 року в церкві святого Миколая в Замості відбувся собор Руської унійної (греко-католицької) церкви. У XVII—XIX століттях у Замості діяв унійний Свято-Миколаївський монастир, який належав василіянам.
1795 року під час Третього поділу Польщі увійшло до складу Австрії. У 1800 році включене до Варшавського князівства. Після поразки наполеонівських військ та після майже річної облоги російськими військами у 1813 році віддійшло до Російської імперії. Під час Листопадового повстання 1830—1831 років, поблизу Замостя у лютому-серпні 1831 року, відбулася низка озброєних сутичок між польськими повстанськими загонами і частинами окупаційної російської імператорської армії. У часи входження до складу Російської імперії місто було центром Замостського повіту Люблінської губернії Королівства Польського. До 1866 року використовувалося як фортеця.
1872 року місцева греко-католицька парафія налічувала 706 вірян. У 1893 році в Замості налічувалося 10 204 мешканців, з них 6432 євреї, 2915 римо-католиків і 836 православних. Близько 1895 року в місті діяло дві православні церкви, парафіяльний римо-католицький костел, дві синагоги, два єврейські молитовні будинки, повітовий шпиталь святого Лазаря, єврейський шпиталь, дім притулкудва мирські суди (міський та повітовий), повітова управа, великі військові казарми, міська управа, поштова та телеграфна станція, чоловіча та жіноча середні школи та три початкові школи, 12 промислових підприємств. Базувалися тоді зазвичай полк піхоти, артилерійська бригада та дивізія козаків. У 1907 році до православної парафії належало 343 вірян. 1912 року Замостя та Замостський повіт виключені зі складу Королівства Польського та включені до Холмської губернії безпосередньо Російської імперії.
Згідно з Берестейським миром 1918 року Замостя повинно було належати до Української Народної Республіки. З 1918 року місто входило до складу Польщі. 29—31 серпня 1920 року в Замості відбувся бій шостої січової стрілецької дивізії армії УНР під командуванням полковника Марка Безручка, польського 31-го полку канівських стрільців під командуванням майора Миколая Болтуця і трьох бронепотягів польської армії, загальною чисельністю менше 4 тисяч чоловік, проти Першої кінної армії Семена Будьонного чисельністю понад 16 000 чоловік. Після кількаденної облоги і безперервного штурму, армія Будьонного не змогла зламати опір захисників міста і зазнавши значних втрат, вимушена була відступити в напрямку Володимира-Волинського.
Розпорядженням міністра внутрішніх справ 8 січня 1934 року з ґміни Нова-Осада Замойського повіту вилучені колонії Каролювка (або Свинки) і Яновіце Мале та фільварок Каролювка (або Свинки) і включені до міста.
У міжвоєнні 1918—1939 роки три православні церкви перетворені на римо-католицькі костели, а в 1938 році польська влада в рамках великої акції руйнування українських храмів на Холмщині і Підляшші знищила ще одну місцеву православну церкву.
Відповідно до радянсько-німецького пакту Закерзоння належало до радянської зони впливу. 25 вересня 1939 року місто зайняв радянський 8-й стрілецький корпус. Однак через три дні Сталін обміняв Закерзоння на Литву і в жовтні радянські окупанти передали місто своїм тодішнім союзникам — нацистам.
За німецької окупації в 1939—1944 роках у місті діяв Український допомоговий комітет та українська школа.
У 1975—1998 роках Замостя було центром Замостського воєводства.

## Населення
Демографічна структура станом на 31 березня 2011 року:
|          | Загалом | Допрацездатний вік | Працездатний вік | Постпрацездатний вік |
| -------- | ------- | ------------------ | ---------------- | -------------------- |
| Чоловіки | 31169   | 6099               | 22036            | 3034                 |
| Жінки    | 34797   | 5737               | 21835            | 7225                 |
| Разом    | 65966   | 11836              | 43871            | 10259                |

Зміна чисельності населення Замостя в період з 1591 по 2022 роки:

## Пам'ятки
- церкви:

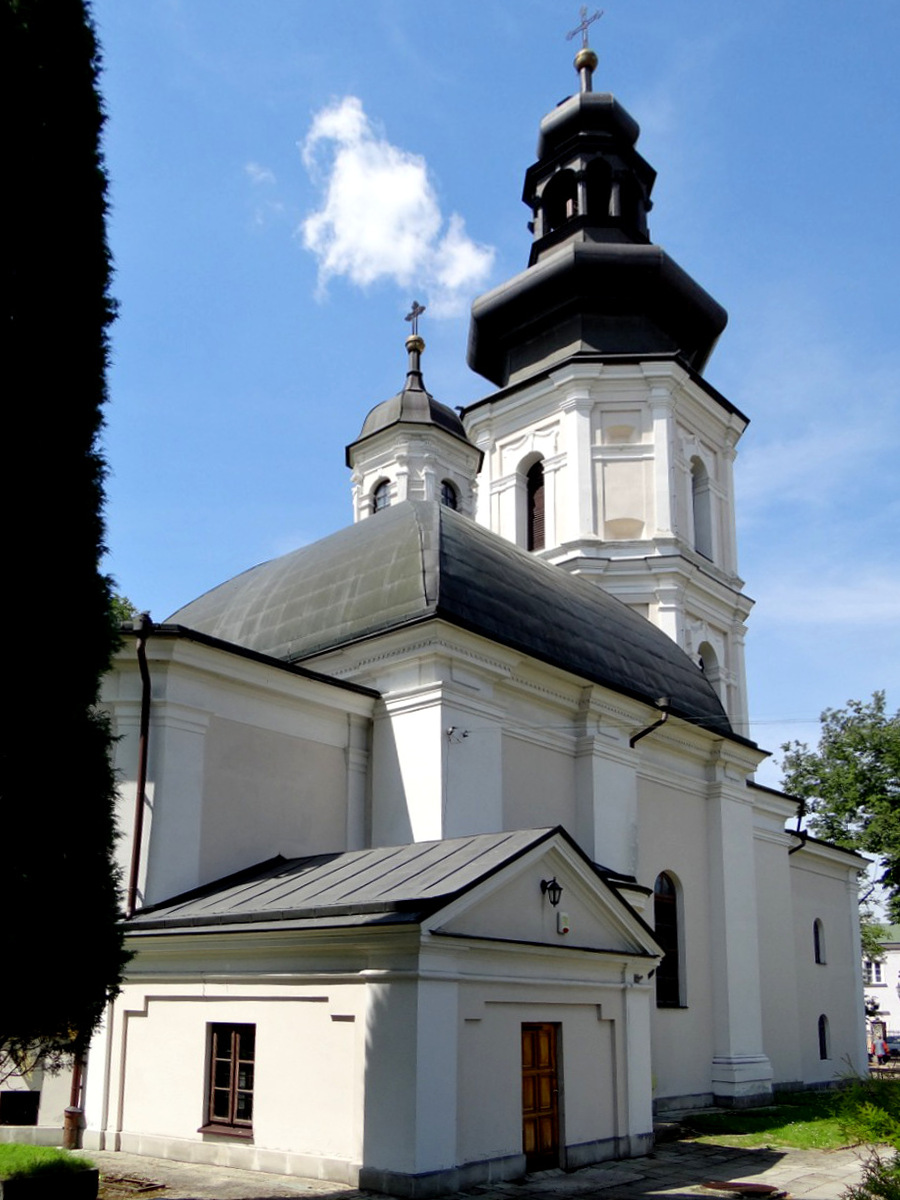
Колишня православна церква, нині римо-католицький костел святого Миколая

  - Православна церква 1589 року, зруйнована влітку 1938 року тодішньою польською владою після набуття чинності договору 1938 року до конвенції між Польською Республікою та Ватиканом 1925 року[18]
  - Церква Спаса 1911 року, мурована, нині римо-католицький костел (найіморініше з 1918 року)[8]
  - Православна церква святого Миколая 1989—1992 років на православному цвинтарі, зведена на місці дерев'яної каплички, знищеної в 1938 році[8]
- ратуша
- замок
- костели:
  - катедра Воскресіння Господнього та святого апостола Хоми
  - святої Катерини (костел реформатів)
  - святого Миколая[pl] (орден редемптористів), колишня греко-католицька і православна церква церква святого Миколая першої 1589—1606 років та дзвіниця у стилі бароко 1690—1699 років[8][3]
  - святого архангела Михаїла
  - Благовіщення Пресвятої Діви Марії

## Відомі люди

### Народилися

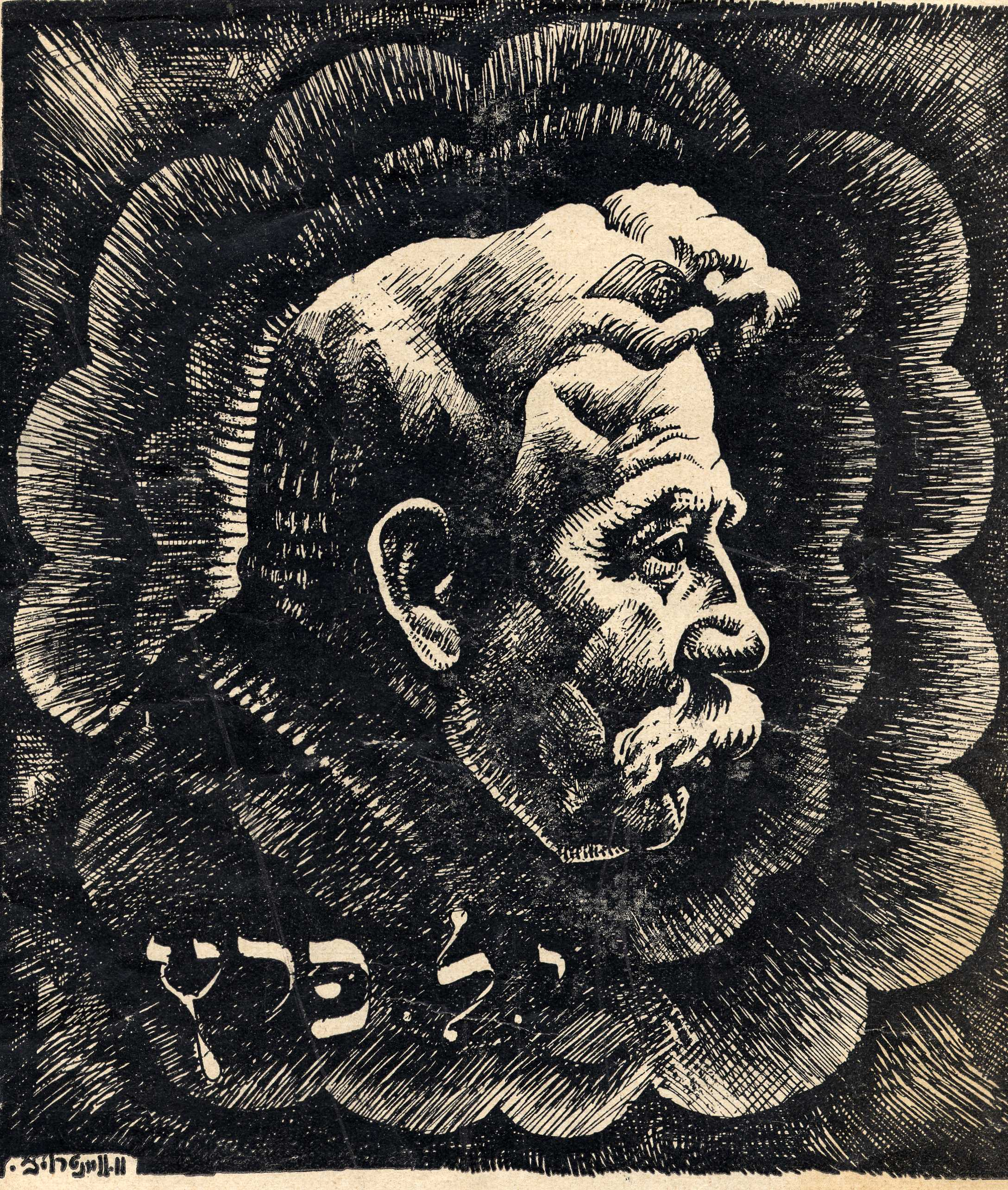
Іцхак Лейбуш Перец

- Володимир Гончаров (1909—1987) — український археолог[19].
- Марек Ґрехута (1945—2006) — польський співак і композитор
- Симеон Лехаці (1584—1639) — вірменський мандрівник, автор «Подорожніх нотаток»
- Андрій Іванов (1900—1970) — український і російський співак (баритон).
- Ян Собіпан Замойський (1627—1665) — дідич Замостя
- Іцхак Лейбуш Перец (1852—1915) — єврейський письменник і драматург
- Олександр Самохваленко (1914—1977) — український диригент[20].

### Пов'язані з містом
- Валеріан Алембек — професор Замойської академії.[21]
- Лех Валенса — польський політик і громадський діяч, Президент Польщі у 1990—1995 роках
- Ян Саріуш Замойський — засновник міста
- Томаш Замойський — польський шляхтич, воєначальник, державний діяч, меценат, дідич Замостя
- Бернардо Морандо — перший архітектор Замостя
- Роза Люксембурґ — польсько-німецька політична діячка марксистського штибу.
- Ян Захватович — польський архітектор, реставратор.

### Президенти міста
- Марцін Замойський
- Анджей Внук (нинішній президент)

### Поховані
- Юзеф Вандалін Мнішех — польський шляхтич; у костелі реформатів у місті[22]

## Галерея

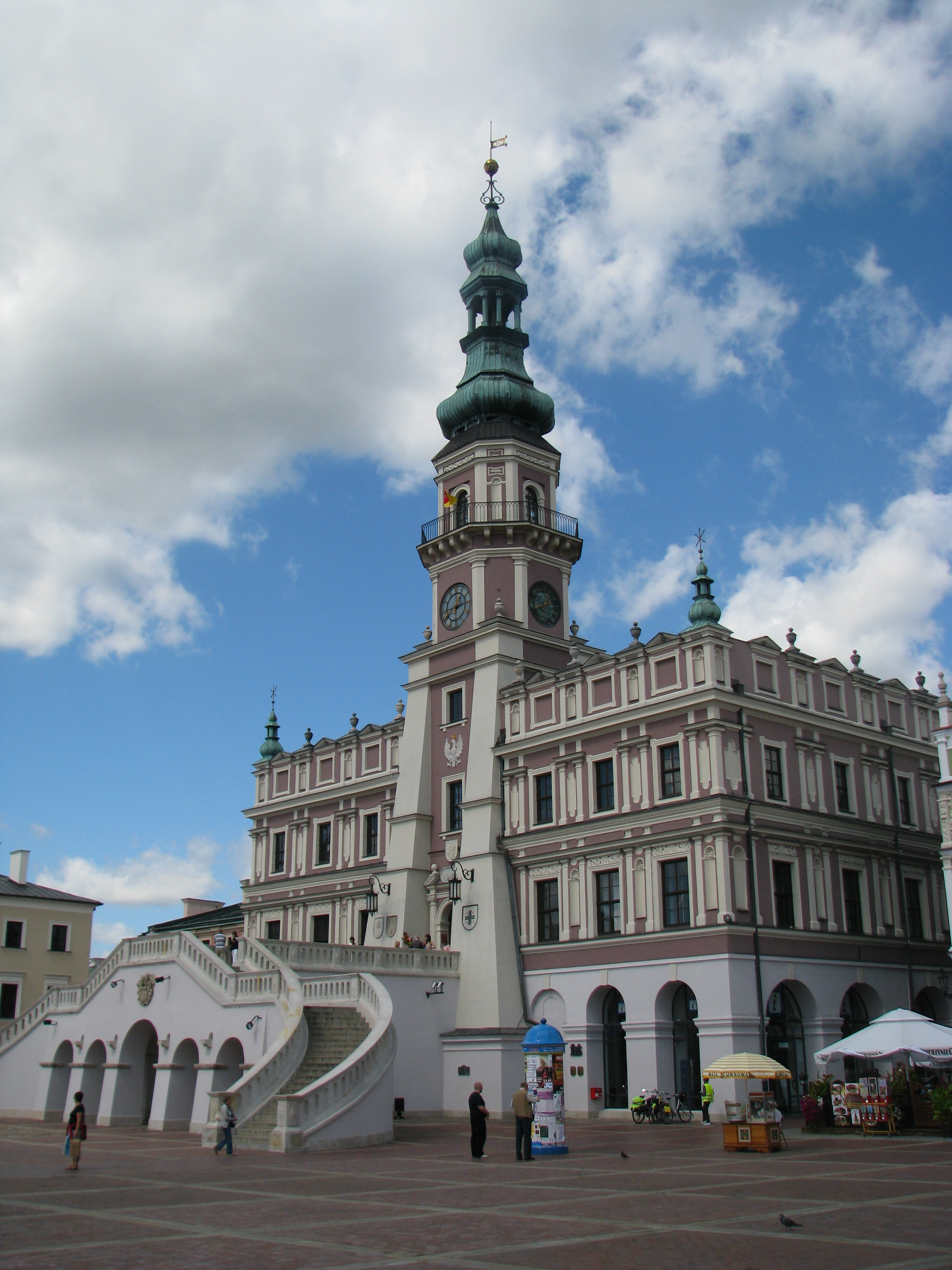
Ратуша
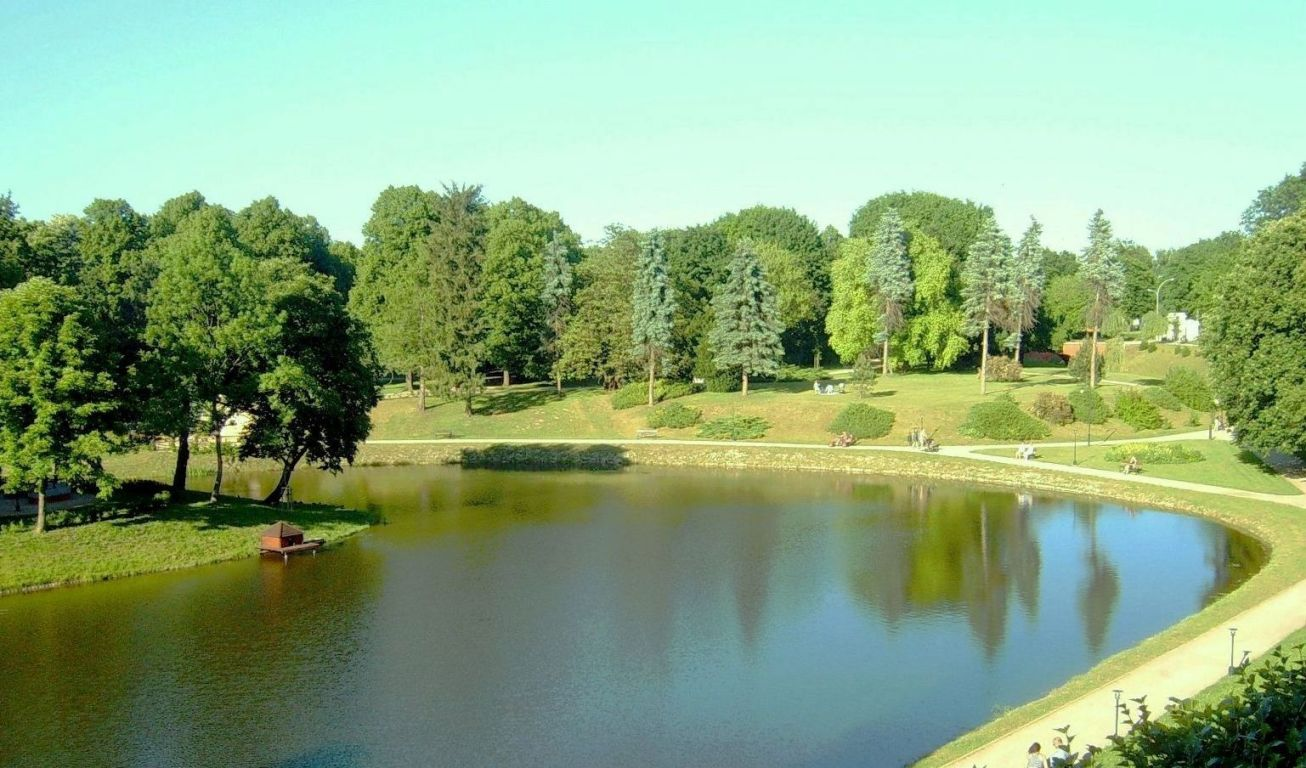
Міський парк
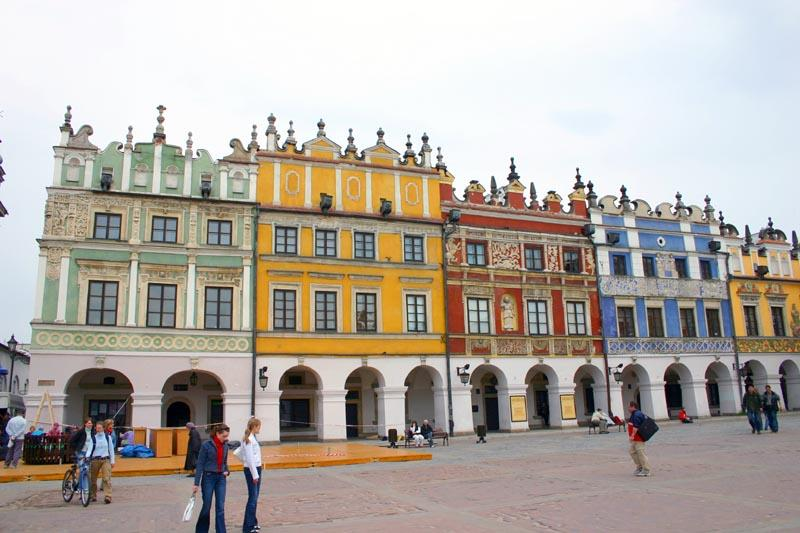
Будинки на пл. Ринок
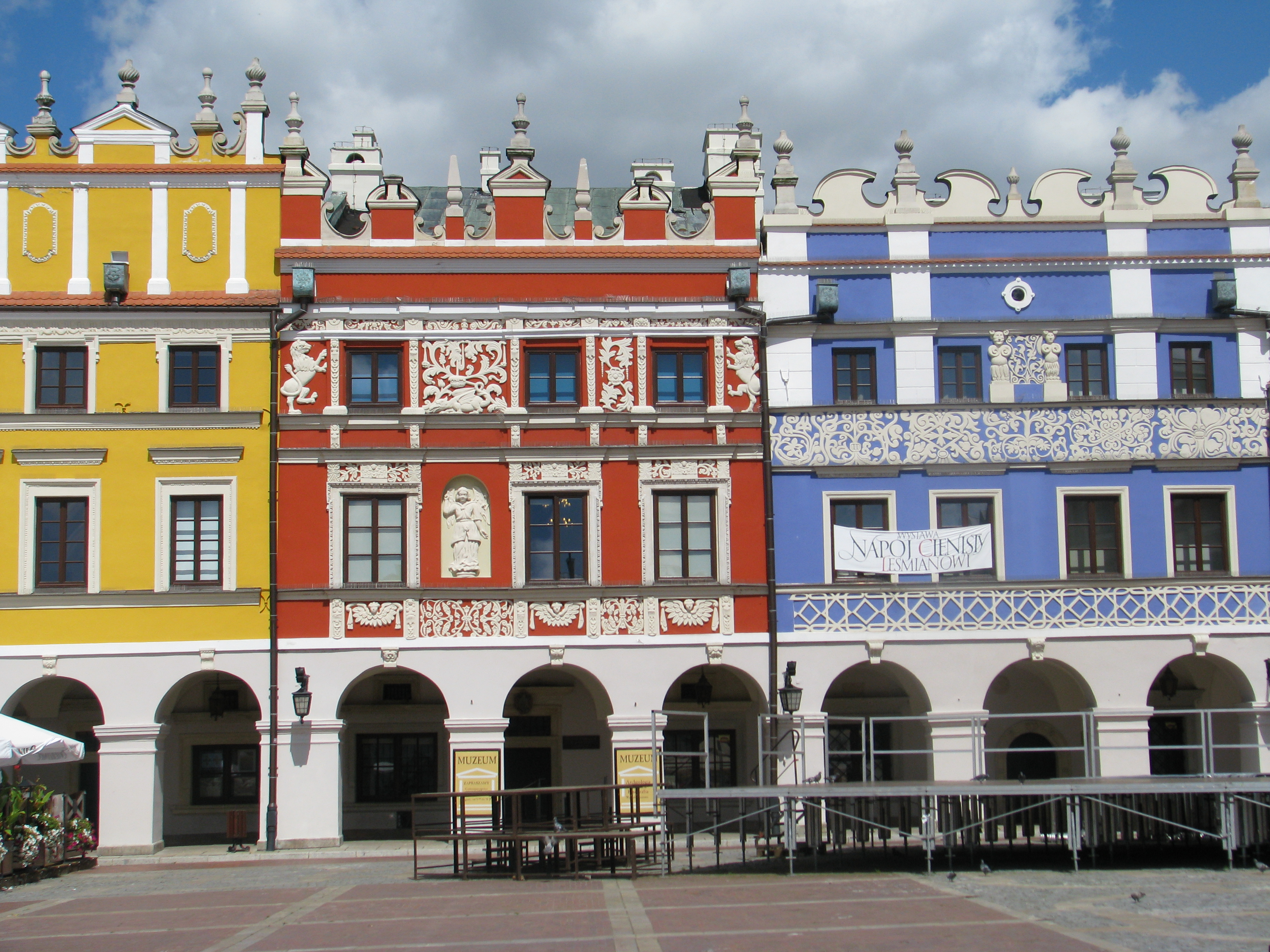
Будинки на пл. Ринок
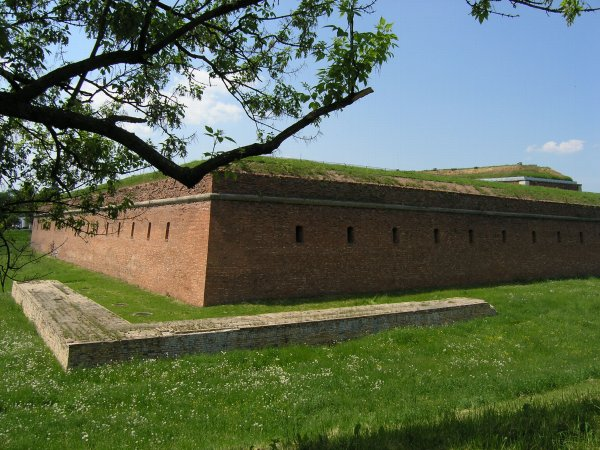
Залишки фортеці Замостя
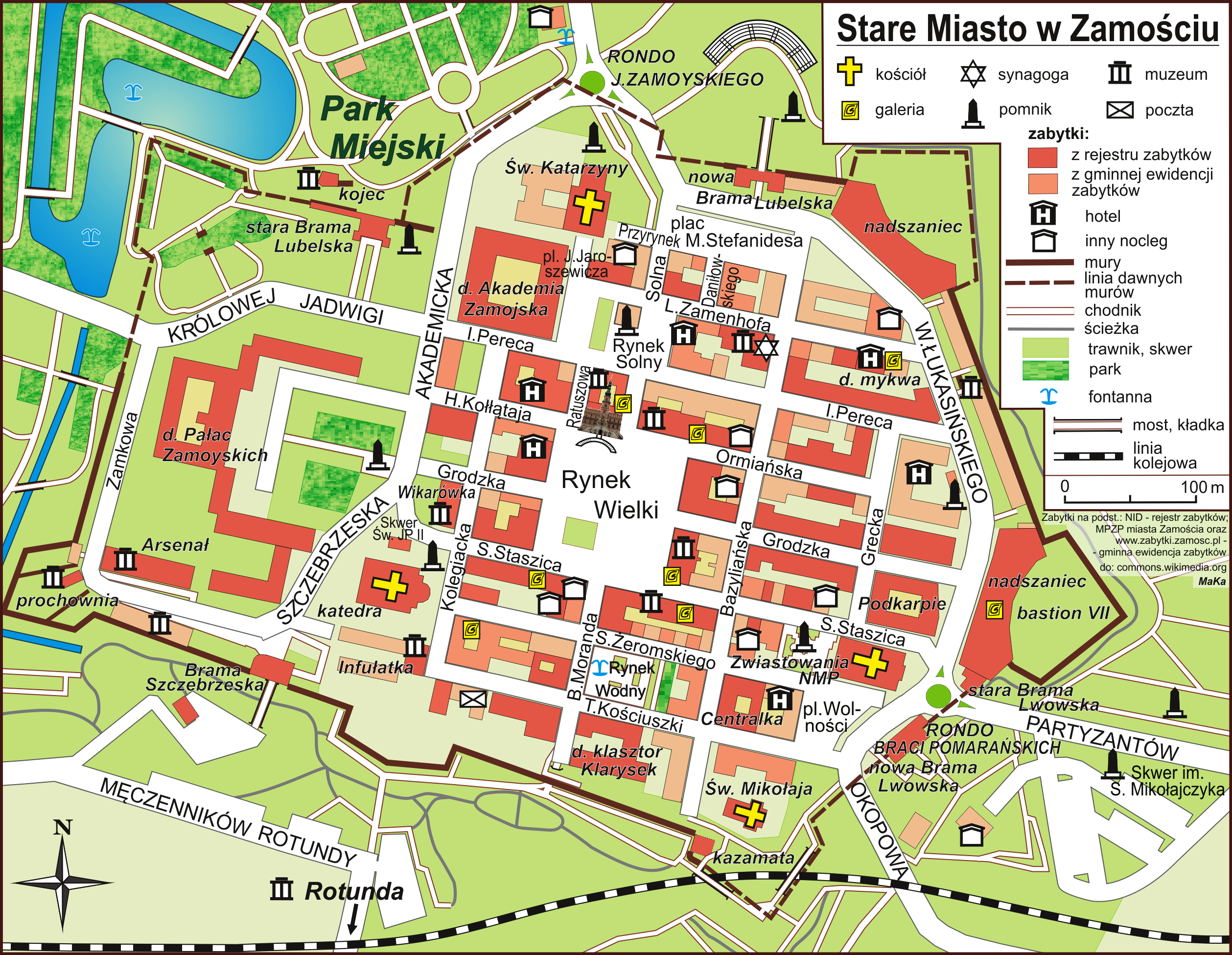
План старого міста
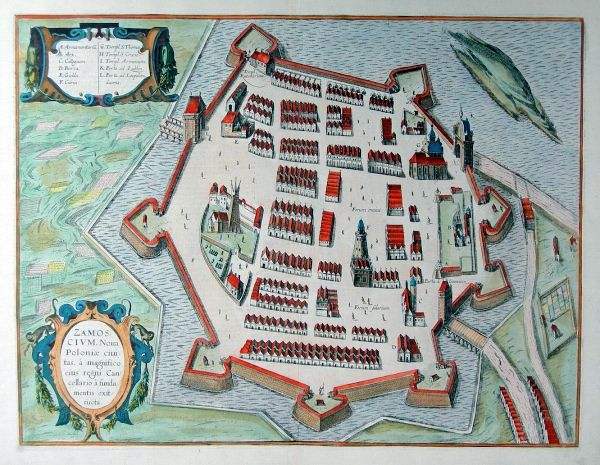
Замостя з книги Брауна і Гогенберга 1617 року
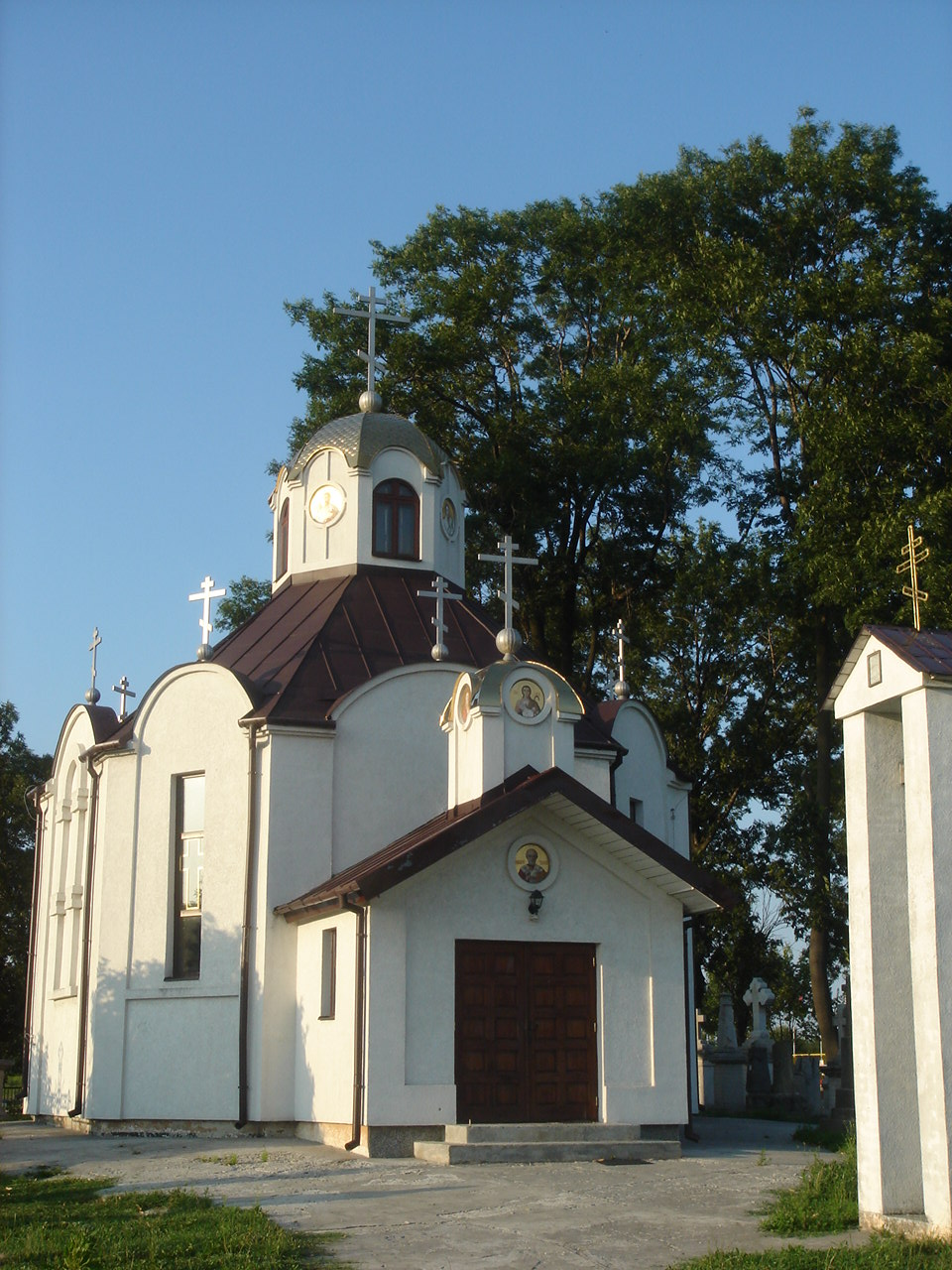
Православна церква святого Миколая
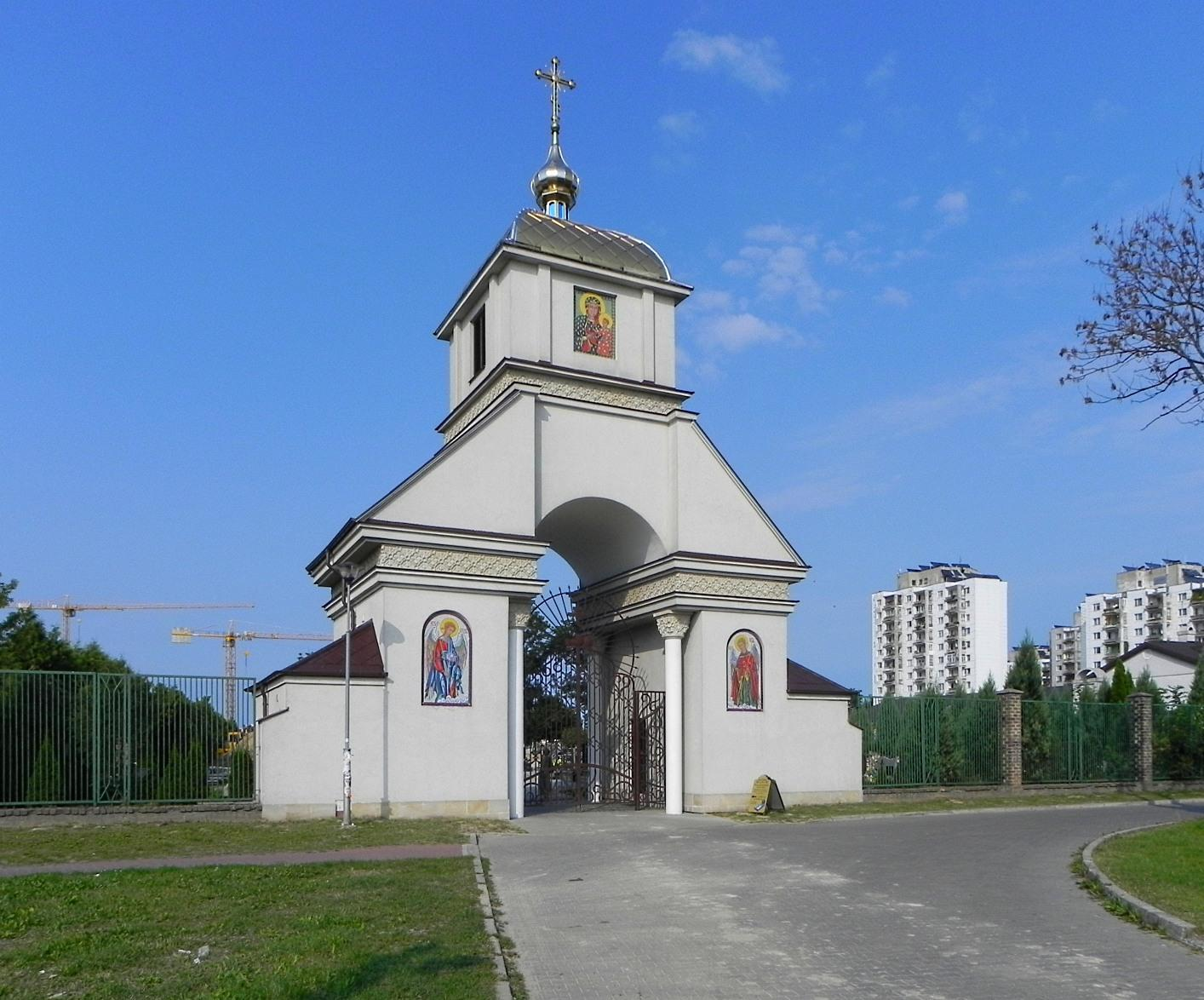
Дзвіниця та вхідна брама на православний цвинтар